# 小野冢彩那
小野冢彩那（日语：／ Onozuka Ayana，1988年3月23日—），日本女子自由式滑雪运动员。她曾代表日本参加2014年和2018年冬季奥林匹克运动会自由式滑雪比赛，其中2014年冬季奥运会获得一枚铜牌。